# Голубиевичи (Житомирская область)
Голуби́евичи (укр. Голубієвичі) — село на Украине, основано в 1545 году, находится в Народичском районе Житомирской области.
Код КОАТУУ — 1823786007. До 25.04.2005 входило в состав упразднённого Голубиевичского сельского совета, имело код 1823782001. Население по переписи 2001 года составляет 20 человек. Почтовый индекс — 11450. Телефонный код — 4140. Занимает площадь 1,208 км².

## Адрес местного совета
11451, Житомирская область, Народичский р-н, с.Межилеска